# Lorleau
Lorleau – miejscowość i gmina we Francji, w regionie Normandia, w departamencie Eure.
Według danych na rok 1990 gminę zamieszkiwało 118 osób, a gęstość zaludnienia wynosiła 10 osób/km² (wśród 1421 gmin Górnej Normandii Lorleau plasuje się na 780 miejscu pod względem liczby ludności, natomiast pod względem powierzchni na miejscu 252).